# Обань
Оба́нь (фр. Aubagne, окс. Aubanha) — город и коммуна на юго-востоке Франции в регионе Прованс — Альпы — Лазурный Берег, департамент Буш-дю-Рон, округ Марсель, кантон Обань.

## Географическое положение
Город расположен к востоку от Марселя в 25-30 км по дороге А50 и 17 км по прямой.
Площадь коммуны — 54,90 км², население — 45 243 человека (2012), плотность населения — 824,1 чел/км².
Климат средиземноморский.
Обань окружён скалами и зелёными холмами. Символом города является горный массив Гарлабан. Горы Обани очень популярны у любителей пеших прогулок.
В нём находится штаб Французского иностранного легиона. 30 апреля, в День Славы Легиона, здесь проходит праздник «Камерон» с военным парадом в присутствии министра обороны. Празднества длятся 2 дня и собирают тысячи посетителей из региона и из других стран.
Обань — родина двух членов Французской академии, причём избранных с интервалом в полтора века на одно и то же «кресло»: это писатель маркиз Жан-Жак Бартелеми (1716—1795), автор «Путешествия Анахарсиса Младшего», и известнейший французский прозаик и сценарист Марсель Паньоль (1895—1974).
Город славится своими сантонами — глиняными фигурками, являющимися в Провансе традиционным атрибутом Рождества.